# Robert Roklicer
Robert Roklicer (Vukovar, 4. prosinca 1970. – Virovitica, 27. kolovoza 2018.) bio je hrvatski književnik, dramaturg i glumac.

## Životopis
Robert Roklicer rodio se je u Vukovaru 1970. godine. Osnovnu školu završio je u rodnom gradu, a nakon toga pohađao gimnaziju u Fellbachu (Njemačka). Od 1994. godine studirao je na zagrebačkoj Akademiji dramske umjetnosti (odsjek Dramaturgije). Od 1995. do 2000. godine radio je u novinarstvu. 
U tom razdoblju mnoge njegove književne, filmske i kazališne kritike te eseje prenose eminentne tiskovine diljem svijeta (primjerice - francuski list Le Monde – «Granatiranje Zagreba»). 
Honorarno radio je kao scenarist u Dramskom programu Hrvatske televizije i Jadran filmu.
Objavljeno mu je jedanaest samostalnih knjiga: "Underground", "O čemu pričaš", "Pivo ne ostavlja mrlje od kave", "Tamo gdje si ti, nema paukova", "Bez detalja, molim", "Nebo nek' je i dalje samo nebo", "Oprosti, a i ne moraš", "Četrdeset antiljubavnih i jedna nekorektna", "Apsolutno siguran" te "Kako se ubiti" i "Žene, luđaci i malo dobrih pedera" koje se ujedno prevedene i objavljene u Republici Srbiji u izdavačkim kućama "Draganić» i "Balkanski književni glasnik". S poezijom i prozom zastupljen je u više antologija, panorama i zbornika u Hrvatskoj i inozemstvu. U prepjevu Grzegorza Latuszynskog pjesme su mu objavljene i u Poljskoj (Antologija hrvatskog pjesništva XX stoljeća, pod naslovom "W skvarze slonca, w chlodzie nocy", u varšavskoj nakladničkoj kući "Agawa"). Između ostalog dobio je više priznanja i nagrada za svoj književno - stvaralački rad.
Autor je scenarija za igrano - dokumentarni serijal „Domovinski rat“ (produkcija HTV-a): Orkan, Maslenica i Vukovar te scenarist i dramaturg u brojnim hrvatskim filmovima ("Mrtve ribe"...).
Bio je članom Društva hrvatskih književnika, Hrvatskog društva filmskih djelatnika - Ogranak glumaca i Matice hrvatske. Od 2008. godine bio je predsjednik i voditelj kultne zagrebačke tribine Jutro poezije. U bibioteci "Lude gljive" (nakladnik Jutro poezije) bio je urednikom dvadesetak knjiga suvremene domaće poezije priznatih hrvatskih autora: Franje Nagulova, Ružice Orešković, Mirka Ćurića, Ivana Babića, Lidije Dujić, Zvonimira Husića i inih. 
Od 2004. godine do smrti bio je zamjenik glavnog i odgovornog urednika Balkanskog književnog glasnika.  
Od 2017. godine do smrti bio je predsjednik i voditelj virovitičke organizacije u kulturi FRiKK (Film, Radio, Kazalište i Književnost) koja spaja afirmirane umjetnike u cilju povezivanja i jačanja umjetnosti i kulture u Hrvatskoj i inozemstvu.
Ostvario je nekoliko zapaženih uloga u kazališnim predstavama diljem Hrvatske.
Živio je u Zagrebu i Virovitici.

## Književna djela
- Underground, pjesme, UDUTU, 2000., (drugo izdanje, 2005.)
- Kako se ubiti, priče, AG Matoš, Samobor, 2007., Draganić, Beograd, 2007.
- O čemu pričaš, pjesme, RBP, 2007.
- Oprosti, a i ne moraš, priče, AG Matoš, Samobor, 2008.
- Pivo ne ostavlja mrlje od kave, pjesme, JP, 2009.
- Tamo gdje si ti, nema paukova, pjesme, Altagama, 2010.
- Bez detalja, molim, pjesme, Alfa, Zagreb, 2010.
- Žene, luđaci i malo dobrih pedera, roman, Matica hrvatska, 2010., Balkanski književni glasnik, 2016.
- Zvučni zid, priče, VBZ, 2009. (jedan od autora)
- Nebo nek' je i dalje samo nebo, pjesme, JP, 2011.
- Četrdeset antiljubavnih i jedna nekorektna, pjesme, vlastita naklada, 2011.
- Apsolutno siguran, prozne crtice, Đuretić naklada i Studio moderna, 2016.

## Scenariji
- Scenarij za dokumentarni film General Janko Bobetko.[2]

## Filmske uloge
- "24 sata" kao Pele (segment "Sigurna kuća")
- "Živi i mrtvi" kao Satnik Dane Boro
- "Metastaze" kao Kina
- "Čovjek ispod stola" kao Kajba
- "Šuma summarum" kao Tetak
- "Dan mrtvih" kao Šef
- "Noćni brodovi" kao poslovođa Rajac (2012.)
- "Ljudožder vegeterijanac" kao Patolog
- "Broj 55" kao četnički vojvoda (2014.) - asistent produkcije
- "Narodni heroj Ljiljan Vidić" kao Ustaški žandar (2015.)
- "Ti mene nosiš" i "Da sam ja netko (TV serija)" kao vozač kamiona (2015.)
- "Zagrebačke priče Vol. 3" kao mesar (segment "Na Tri kralja") (2015.)
- "Mrtve ribe" kao Ivo (2017.)
- "Nepoznati prijatelj" - organizator (2018.)

## Televizijske uloge
- "Zlatni dvori" (2017.)
- "Loza" kao Miro (2011.)
- "Hitna 94" kao Kamatar (2008.)[3]
- "Dobre namjere" (2007.)
- "Zakon!" (2009.)
- "Mamutica" kao Mile Radić (2010.)
- "Najbolje godine" kao sudac (2010.)
- "Počivali u miru" kao Debeli Đuro (2013.)
- "Crno bijeli svijet" kao pijani stanar (2015.)
- "Čista ljubav" kao policajac čuvar

## Nagrade
Za svoj književni rad dobio je sljedeće nagrade:
- "Matica hrvatska – ogranak Osijek 2010." (za najbolji roman)
- "Brod knjižara" (za najbolju prozu) 2010.
- "Fran Galović" (3. nagrada za kratku priču) 2010.
- "Dubravko Horvatić" (3. nagrada za ciklus pjesama) 2010.

## Vanjske poveznice
- Nikola Šimić Tonin, In memoriam – Robert Roklicer (1970-2018), prozaonline.com
- Životopis  Arhivirana inačica izvorne stranice od 10. lipnja 2007. (Wayback Machine)
- Kako se ubiti, proza
- Underground, poezija
- 40 antiljubavnih i jedna nekorektna, poezija